# A Fazenda 8
A Fazenda 8 foi a oitava temporada do reality show brasileiro A Fazenda, que foi exibido pela Rede Record entre 23 de setembro a 8 de dezembro de 2015. A temporada foi apresentada por Roberto Justus – substituindo Britto Júnior –, tendo reportagens de Bruna Calmon, além de Gianne Albertoni no comando de A Fazenda Online. Com a proposta de confinar pessoas famosas em um ambiente rural na disputa por um prêmio de dois milhões de reais.
O vencedor da temporada foi o ator Douglas Sampaio, que enfrentou a assistente de palco Ana Paula Minerato e o também ator Luka Ribeiro na final do programa. Douglas recebeu 2 milhões de reais e Ana Paula foi premiada com um carro zero quilômetro por seu segundo lugar.

## Formato
Na semana da estreia houve algumas mudanças, sendo estas na quinta-feira houve a Prova da Chave e na sexta-feira teve convivência.
A oitava edição trouxe dezesseis participantes, sendo três deles revelados no dia 21 de setembro de 2015 no Programa Xuxa Meneghel e os outros treze na estreia. A mecânica do reality é a mesma da temporada anterior, mostrando o dia a dia dos peões com as dinâmicas listadas abaixo:
- Sexta-feira: Prova da Chave
- Sábado: Festa
- Domingo: Atividade Especial
- Segunda-feira: Convivência
- Terça-feira: Formação de Roça
- Quarta-feira: Prova do Fazendeiro
- Quinta-feira: Eliminação

Na estreia do reality, Roberto Justus informou que assim como nas últimas temporadas, os confinados seriam divididos em grupos, mas dessa vez sendo dois: Machado e Serrote, sendo divididos após uma dinâmica, onde cada participante tinha um cartão Visa numerado de 1 a 16. Ana Paula e Edu tinham os cartões de número 1 (Machado) e 2 (Serrote) respectivamente e escolheram um participantes do sexo oposto para integrar sua equipe, este que escolhia o próximo integrante também do sexo oposto. Após a divisão dos grupos, entraram em vigor os demais cartões que fizeram alterações nos grupos, que até o fim do programa ficou assim:
| Participante | Equipe inicial | Equipe final |
| ------------ | -------------- | ------------ |
| Amaral       | Serrote        | Machado      |
| Ana Paula    | Machado        | Serrote      |
| Carla        | Machado        | Machado      |
| Douglas      | Serrote        | Serrote      |
| Edu          | Serrote        | Machado      |
| João Paulo   | Machado        | Machado      |
| Li           | Machado        | Machado      |
| Luka         | Machado        | Serrote      |
| Mara         | Machado        | Serrote      |
| Marcelo      | Machado        | Machado      |
| Ovelha       | Machado        | Serrote      |
| Quelynah     | Serrote        | Machado      |
| Rayanne      | Serrote        | Serrote      |
| Rebeca       | Serrote        | Machado      |
| Thiago       | Serrote        | Serrote      |
| Veridiana    | Serrote        | Serrote      |

A Equipe Machado é representada pela cor azul, e a Equipe Serrote pela cor amarela. A cada semana os dois grupos indicam dois participantes para concorrer o direito de realizar a Prova da Chave, estes que vão a uma votação popular através do site, onde o vencedor de cada equipe pode realizar a prova. O vencedor da Prova da Chave, além do Poder da Arca, tem o poder de escolher obrigatoriamente um participante de cada grupo para, junto ao perdedor da prova, morar na baia dos cavalos durante uma semana inteira. O primeiro fazendeiro foi Marcelo Bimbi, numa prova improvisada ao vivo na estreia de A Fazenda, junto com ele competiram Ovelha e Douglas Sampaio.
- Baia: Foi introduzida nesta temporada. É o local onde os cavalos dormem, mas também onde a cada semana três peões são enviados para passar alguns dias após perderem o direito de ficar na sede. No local, eles dormem na companhia de cavalos, que funciona de maneira similar ao Celeiro, onde o vencedor da Prova da Chave deve indicar um integrante de cada equipe para passar uma semana completa na Baia, junto com o perdedor da prova.
- Prova da Chave Especial: Os participantes da equipe Serrote ganharam o direito de realizar a prova. O vencedor foi o ator Luka Ribeiro, que derrotou seus companheiros de equipe (Ana Paula Minerato, Douglas Sampaio, Mara Maravilha e Rayanne Morais). Com isso, Luka recebeu quatro envelopes, devendo distribuí-los para seus companheiros, inclusive ele próprio, com o direito de saber o conteúdo destes antecipadamente. Após suas escolhas, Douglas foi o único a não receber envelope. Entre os poderes e benefícios conquistados pela equipe, Luka recebeu a notícia de que seria o primeiro finalista da temporada.

## Transmissão
A transmissão era feita online, 24 horas (exceto sexta-feira), grátis pelo Portal R7 e via aplicativo de mesmo nome para Android e iOS.
Os horários de exibição do reality na emissora eram díspares ao longo da semana. Nas segundas era apresentado um compacto logo após o programa Xuxa Meneghel (após a meia noite). Nas terças, quintas e sextas o programa era transmitido logo após o Jornal da Record às 22h30. Nas quartas a exibição se dava às 23h30 após a primeira temporada do talent show Batalha dos Confeiteiros Brasil. Sábados às 22h45 entre o Programa da Sabrina e o Legendários. E nós domingos às 23h15 depois do Domingo Espetacular.
A reta final da temporada iniciou após a eliminação de Mara Maravilha, em 26 de novembro de 2015 e perdurou por 12 dias, abarcando as últimas 3 eliminações até a Grande Final em 08 de dezembro de 2015.

## Participantes
Os três primeiros participantes foram revelados em 21 de setembro de 2015, ao vivo no programa Xuxa Meneghel. Estes sendo: Amaral, Mara Maravilha e Rayanne Morais. O cantor Rafael Ilha, o ex-polegar, que havia sido confirmado em A Fazenda, não pôde participar por problemas judiciais, sendo substituído pelo ator Luka Ribeiro, que entrou ao vivo no reality, no programa de estreia. Outra substituição foi com Sheislane Hayalla, segunda colocada no Miss Amazonas, que perdeu sua vaga no confinamento após um ex-assessor divulgar seu nome para mídias de fofoca.
Abaixo todos os participantes da edição com suas respectivas idades e ocupações (descritas na estreia do programa).
| Participante                                       | Profissão               | Equipe  | Resultado                              |
| -------------------------------------------------- | ----------------------- | ------- | -------------------------------------- |
| Douglas Sampaio 22 anos, Rio de Janeiro - RJ       | Ator                    | Serrote | Vencedor em 8 de dezembro de 2015      |
| Ana Paula Minerato 24 anos, São Paulo - SP         | Assistente de palco     | Serrote | 2º lugar em 8 de dezembro de 2015      |
| Luka Ribeiro 44 anos, Rio de Janeiro - RJ          | Ator                    | Serrote | 3º lugar em 8 de dezembro de 2015      |
| Rayanne Morais 27 anos, Jeceaba - MG               | Atriz                   | Serrote | 12ª eliminada em 6 de dezembro de 2015 |
| João Paulo Mantovani 36 anos, Campinas - SP        | Modelo                  | Machado | 11º eliminado em 3 de dezembro de 2015 |
| Marcelo Bimbi 30 anos, Rio Branco - AC             | Modelo                  | Machado | 10º eliminado em 1 de dezembro de 2015 |
| Mara Maravilha 47 anos, Itapetinga - BA            | Apresentadora e cantora | Serrote | 9ª eliminada em 26 de novembro de 2015 |
| Carla Prata 34 anos, Rio de Janeiro - RJ           | Bailarina               | Machado | 8ª eliminada em 19 de novembro de 2015 |
| Quelynah 34 anos, São Paulo - SP                   | Cantora                 | Machado | 7ª eliminada em 12 de novembro de 2015 |
| Li Martins 31 anos, Sertanópolis - PR              | Atriz e cantora         | Machado | 6ª eliminada em 5 de novembro de 2015  |
| Rebeca Gusmão 31 anos, Brasília - DF               | Atleta                  | Machado | 5ª eliminada em 29 de outubro de 2015  |
| Thiago Servo 29 anos, Maringá - PR                 | Cantor e compositor     | Serrote | Desistente em 24 de outubro de 2015    |
| Ovelha 60 anos, Olinda - PE                        | Cantor                  | Serrote | 4º eliminado em 22 de outubro de 2015  |
| Veridiana Freitas 27 anos, Balneário Camboriú - SC | Modelo                  | Serrote | 3ª eliminada em 15 de outubro de 2015  |
| Edu K 46 anos, Porto Alegre - RS                   | Músico                  | Machado | 2º eliminado em 8 de outubro de 2015   |
| Amaral 42 anos, Capivari - SP                      | Ex-jogador de futebol   | Machado | 1º eliminado em 1 de outubro de 2015   |

## Histórico
Legenda geral
|  | Equipe Machado |  | Equipe Serrote |  | Fim de equipes |

### Poder da Chave
Desde de sua quinta temporada, os participantes competem para ganhar o Poder da Chave. Na primeira semana, os grupos Machado e Serrote indicaram dois peões cada, que foram a voto popular via R7 e o mais votado de cada equipe competiu pelo seu grupo. Nas semanas seguintes, a escolha dos participantes seguiram as temporadas anteriores. O Poder da Chave dá o direito ao detentor de abrir a Arca que pode ter consequências boas ou ruins no processo de indicação à Roça. As escolhas dos ganhadores do Poder da Chave estão marcadas em negrito.
| Semana | Indicados  | Participantes | Ganhador   | Excluídos                 | Consequências |
| ------ | ---------- | ------------- | ---------- | ------------------------- | --- |
| 1      | Amaral     | Rebeca        | Douglas    | Amaral Luka Rebeca        | Douglas recebeu três envelopes: - Envelope Vermelho: #AFazendaNAOABRE Valia 10 mil reais - Ele devia imunizar dois peões da sua equipe (Rayanne e Ovelha) e um da equipe adversária (Carla) exceto os da baia. - Escolher um peão da baia para ter o voto duplicado (Luka) |
| 1      | Rebeca     | Rebeca        | Douglas    | Amaral Luka Rebeca        | Douglas recebeu três envelopes: - Envelope Vermelho: #AFazendaNAOABRE Valia 10 mil reais - Ele devia imunizar dois peões da sua equipe (Rayanne e Ovelha) e um da equipe adversária (Carla) exceto os da baia. - Escolher um peão da baia para ter o voto duplicado (Luka) |
| 1      | Douglas    | Douglas       | Douglas    | Amaral Luka Rebeca        | Douglas recebeu três envelopes: - Envelope Vermelho: #AFazendaNAOABRE Valia 10 mil reais - Ele devia imunizar dois peões da sua equipe (Rayanne e Ovelha) e um da equipe adversária (Carla) exceto os da baia. - Escolher um peão da baia para ter o voto duplicado (Luka) |
| 1      | Luka       | Douglas       | Douglas    | Amaral Luka Rebeca        | Douglas recebeu três envelopes: - Envelope Vermelho: #AFazendaNAOABRE Valia 10 mil reais - Ele devia imunizar dois peões da sua equipe (Rayanne e Ovelha) e um da equipe adversária (Carla) exceto os da baia. - Escolher um peão da baia para ter o voto duplicado (Luka) |
| 2      | João Paulo | João Paulo    | João Paulo | Douglas Edu Luka Rebeca   | João Paulo recebeu três envelopes: - Envelope Vermelho: #AFazendaNAOABRE valia um piquenique com direito a um acompanhante. - Vetar o voto de alguém de sua equipe (Marcelo), e imunizar dois (Li e Quelynah). - Escolher um peão de qualquer equipe para dormir na baia até a próxima prova da chave (Rebeca). |
| 2      | Luka       |               | João Paulo | Douglas Edu Luka Rebeca   | João Paulo recebeu três envelopes: - Envelope Vermelho: #AFazendaNAOABRE valia um piquenique com direito a um acompanhante. - Vetar o voto de alguém de sua equipe (Marcelo), e imunizar dois (Li e Quelynah). - Escolher um peão de qualquer equipe para dormir na baia até a próxima prova da chave (Rebeca). |
| 3      | Carla      | Carla         | Carla      | Ana Paula Quelynah Thiago | Carla recebeu três envelopes: - Envelope Vermelho: #AFazendaABRE Ela teve que fazer o almoço e lavar a louça sozinha. - Escolher entre ganhar R$ 10 mil ou estar imune à Roça da semana. - Trocar o terceiro indicado à Roça (Thiago) por qualquer outro peão (Mara). |
| 3      | Thiago     |               | Carla      | Ana Paula Quelynah Thiago | Carla recebeu três envelopes: - Envelope Vermelho: #AFazendaABRE Ela teve que fazer o almoço e lavar a louça sozinha. - Escolher entre ganhar R$ 10 mil ou estar imune à Roça da semana. - Trocar o terceiro indicado à Roça (Thiago) por qualquer outro peão (Mara). |
| 4      | Douglas    | Douglas       | João Paulo | Carla Douglas Rayanne     | João Paulo recebeu dois envelopes: - Envelope Vermelho: #AFazendaNAOABRE Ele teria um passeio a cavalo com direito a um acompanhante. - Vetar o voto de cinco peões (Ana Paula, Douglas, Luka, Ovelha e Rayanne). |
| 4      | João Paulo |               | João Paulo | Carla Douglas Rayanne     | João Paulo recebeu dois envelopes: - Envelope Vermelho: #AFazendaNAOABRE Ele teria um passeio a cavalo com direito a um acompanhante. - Vetar o voto de cinco peões (Ana Paula, Douglas, Luka, Ovelha e Rayanne). |
| 5      | Mara       | Mara          | Marcelo    | Mara Quelynah Thiago      | Marcelo recebeu três envelopes: - Envelope Vermelho: #AFazendaNAOABRE Ele teria uma sessão de cinema na casa da árvore com direito a um convidado. - Ganhar 10 mil reais e imunizar dois moradores da baia (Mara e Quelynah foram imunizadas automaticamente devido à desistência de Thiago, que era o outro morador da baia). - O terceiro indicado à Roça seria conhecido pela dinâmica do resta um, e ele teria que iniciar salvando um peão (Li). |
| 5      | Marcelo    |               | Marcelo    | Mara Quelynah Thiago      | Marcelo recebeu três envelopes: - Envelope Vermelho: #AFazendaNAOABRE Ele teria uma sessão de cinema na casa da árvore com direito a um convidado. - Ganhar 10 mil reais e imunizar dois moradores da baia (Mara e Quelynah foram imunizadas automaticamente devido à desistência de Thiago, que era o outro morador da baia). - O terceiro indicado à Roça seria conhecido pela dinâmica do resta um, e ele teria que iniciar salvando um peão (Li). |
| 6      | Li         | Li            | Rayanne    | João Paulo Li Mara        | Rayanne recebeu três envelopes: - Envelope Vermelho: #AFazendaNAOABRE Ela teria que escolher dois peões de equipes rivais para ficarem presos um ao outro. - Escolher entre ganhar uma imunidade ou imunizar alguém (Mara). - Ter seu voto duplicado. |
| 6      | Rayanne    |               | Rayanne    | João Paulo Li Mara        | Rayanne recebeu três envelopes: - Envelope Vermelho: #AFazendaNAOABRE Ela teria que escolher dois peões de equipes rivais para ficarem presos um ao outro. - Escolher entre ganhar uma imunidade ou imunizar alguém (Mara). - Ter seu voto duplicado. |
| 7      | Ana Paula  | Ana Paula     | Ana Paula  | Marcelo Quelynah Rayanne  | Ana Paula recebeu três envelopes: - Envelope Vermelho: #AFazendaNAOABRE Ela teria que ficar 24 horas vestida de homem. - Escolher entre ganhar uma imunidade e não participar da votação ou não ganhar a imunidade e participar da votação. - Sua adversária na prova da chave seria a terceira indicada à Roça (Quelynah). |
| 7      | Quelynah   |               | Ana Paula  | Marcelo Quelynah Rayanne  | Ana Paula recebeu três envelopes: - Envelope Vermelho: #AFazendaNAOABRE Ela teria que ficar 24 horas vestida de homem. - Escolher entre ganhar uma imunidade e não participar da votação ou não ganhar a imunidade e participar da votação. - Sua adversária na prova da chave seria a terceira indicada à Roça (Quelynah). |
| 8      | João Paulo | João Paulo    | João Paulo | Ana Paula Carla Luka      | João Paulo recebeu três envelopes: - Envelope Vermelho: #AFazendaABRE Ele ganhou um passeio de helicóptero com direito a um acompanhante (Marcelo). - Escolher um peão para ter o voto duplicado (Marcelo). - Trocar um peão da Roça (Luka) por outro (Carla). |
| 8      | Luka       |               | João Paulo | Ana Paula Carla Luka      | João Paulo recebeu três envelopes: - Envelope Vermelho: #AFazendaABRE Ele ganhou um passeio de helicóptero com direito a um acompanhante (Marcelo). - Escolher um peão para ter o voto duplicado (Marcelo). - Trocar um peão da Roça (Luka) por outro (Carla). |
| 9      | Ana Paula  | Ana Paula     | Luka       | João Paulo Marcelo        | Luka recebeu quatro envelopes e distribuiu entre si e os membros de sua antiga equipe: - 1 - Luka: Ele ganhou uma vaga para a final do programa. - 2 - Rayanne: Ela ganhou uma carta de sua família. - 3 - Ana Paula: Ela ganhou 30 mil reais. - 4 - Mara: Escolher um peão para ir direto a Roça, sem disputar a prova do fazendeiro (Marcelo). |
| 9      | Douglas    |               | Luka       | João Paulo Marcelo        | Luka recebeu quatro envelopes e distribuiu entre si e os membros de sua antiga equipe: - 1 - Luka: Ele ganhou uma vaga para a final do programa. - 2 - Rayanne: Ela ganhou uma carta de sua família. - 3 - Ana Paula: Ela ganhou 30 mil reais. - 4 - Mara: Escolher um peão para ir direto a Roça, sem disputar a prova do fazendeiro (Marcelo). |
| 9      | Luka       |               | Luka       | João Paulo Marcelo        | Luka recebeu quatro envelopes e distribuiu entre si e os membros de sua antiga equipe: - 1 - Luka: Ele ganhou uma vaga para a final do programa. - 2 - Rayanne: Ela ganhou uma carta de sua família. - 3 - Ana Paula: Ela ganhou 30 mil reais. - 4 - Mara: Escolher um peão para ir direto a Roça, sem disputar a prova do fazendeiro (Marcelo). |
| 9      | Mara       |               | Luka       | João Paulo Marcelo        | Luka recebeu quatro envelopes e distribuiu entre si e os membros de sua antiga equipe: - 1 - Luka: Ele ganhou uma vaga para a final do programa. - 2 - Rayanne: Ela ganhou uma carta de sua família. - 3 - Ana Paula: Ela ganhou 30 mil reais. - 4 - Mara: Escolher um peão para ir direto a Roça, sem disputar a prova do fazendeiro (Marcelo). |
| 9      | Rayanne    |               | Luka       | João Paulo Marcelo        | Luka recebeu quatro envelopes e distribuiu entre si e os membros de sua antiga equipe: - 1 - Luka: Ele ganhou uma vaga para a final do programa. - 2 - Rayanne: Ela ganhou uma carta de sua família. - 3 - Ana Paula: Ela ganhou 30 mil reais. - 4 - Mara: Escolher um peão para ir direto a Roça, sem disputar a prova do fazendeiro (Marcelo). |
| 10     | Douglas    | Douglas       | Rayanne    | Douglas Marcelo           | Rayanne recebeu três envelopes: - Envelope Vermelho: #AFazendaNAOABRE Ela ganharia um SPA relaxante. - Ela não poderia ser indicada pela fazendeira (Ana Paula). - Os moradores da baia também poderiam receber votos da casa. |
| 10     | João Paulo |               | Rayanne    | Douglas Marcelo           | Rayanne recebeu três envelopes: - Envelope Vermelho: #AFazendaNAOABRE Ela ganharia um SPA relaxante. - Ela não poderia ser indicada pela fazendeira (Ana Paula). - Os moradores da baia também poderiam receber votos da casa. |
| 10     | Marcelo    |               | Rayanne    | Douglas Marcelo           | Rayanne recebeu três envelopes: - Envelope Vermelho: #AFazendaNAOABRE Ela ganharia um SPA relaxante. - Ela não poderia ser indicada pela fazendeira (Ana Paula). - Os moradores da baia também poderiam receber votos da casa. |
| 10     | Rayanne    |               | Rayanne    | Douglas Marcelo           | Rayanne recebeu três envelopes: - Envelope Vermelho: #AFazendaNAOABRE Ela ganharia um SPA relaxante. - Ela não poderia ser indicada pela fazendeira (Ana Paula). - Os moradores da baia também poderiam receber votos da casa. |

### Delegação das obrigações
Toda semana, o Fazendeiro da semana tem que delegar uma obrigação para os peões, como cuidar das vacas, das aves e das plantas.
|                  | Sem. 1                                | Sem. 2                                       | Sem. 3                               | Sem. 4                      | Sem. 5               | Sem. 6     | Sem. 7     | Sem. 8     | Sem. 9     | Sem. 10    | Sem. 11    |
| ---------------- | ------------------------------------- | -------------------------------------------- | ------------------------------------ | --------------------------- | -------------------- | ---------- | ---------- | ---------- | ---------- | ---------- | ---------- |
| Fazendeiro       | Marcelo                               | Ana Paula                                    | Marcelo                              | Mara                        | João Paulo           | Douglas    | João Paulo | Douglas    | Rayanne    | Ana Paula  | Ninguém    |
| Vacas            | Douglas                               | Thiago                                       | Edu                                  | Thiago                      | Ana Paula            | Rebeca     | Ana Paula  | Ana Paula  | João Paulo | Douglas    | Ana Paula  |
| Vacas            | Douglas                               | Thiago                                       | Ana Paula                            | Thiago                      | Ana Paula            | Ana Paula  | Ana Paula  | Ana Paula  | João Paulo | Douglas    | Ana Paula  |
| Cavalos          | Luka                                  | Luka                                         | Rebeca                               | João Paulo                  | Luka                 | Luka       | Luka       | Carla      | Marcelo    | Luka       | Luka       |
| Lhama            | Edu                                   | Rayanne                                      | Veridiana                            | Carla                       | Li                   | Rayanne    | Quelynah   | Luka       | Mara       | Mara       | Rayanne    |
| Lhama            | Edu                                   | Rayanne                                      | Veridiana                            | Carla                       | Li                   | Rayanne    | Quelynah   | Luka       | Mara       | Rayanne    | Rayanne    |
| Horta e Plantas  | Rayanne                               | Marcelo                                      | Mara                                 | Veridiana                   | Rayanne              | Marcelo    | Rayanne    | Marcelo    | Ana Paula  | João Paulo | João Paulo |
| Horta e Plantas  | Rayanne                               | Marcelo                                      | Mara                                 | Rebeca                      | Rayanne              | Marcelo    | Rayanne    | Marcelo    | Ana Paula  | João Paulo | João Paulo |
| Ovelhas e Cabras | Ovelha                                | Rebeca                                       | Li                                   | Luka                        | Marcelo              | Li         | Douglas    | Rayanne    | Carla      | Rayanne    | Rayanne    |
| Ovelhas e Cabras | Ovelha                                | Rebeca                                       | Li                                   | Luka                        | Marcelo              | Li         | Douglas    | Rayanne    | Mara       | Rayanne    | Rayanne    |
| Porcos           | Carla                                 | Veridiana                                    | Rayanne                              | Ovelha                      | Carla                | Mara       | Li         | Mara       | Douglas    | Marcelo    | Douglas    |
| Porcos           | Carla                                 | Veridiana                                    | Rayanne                              | Ovelha                      | Carla                | Mara       | Marcelo    | Mara       | Douglas    | Marcelo    | Douglas    |
| Avestruzes       | João Paulo                            | Edu                                          | João Paulo                           | Marcelo                     | Thiago               | Ana Paula  | Marcelo    | João Paulo | João Paulo | João Paulo | João Paulo |
| Avestruzes       | João Paulo                            | Edu                                          | João Paulo                           | Marcelo                     | Rebeca               | Quelynah   | Marcelo    | João Paulo | João Paulo | João Paulo | Douglas    |
| Aves             | Ana Paula                             | Mara                                         | Carla                                | Quelynah                    | Douglas              | João Paulo | Mara       | João Paulo | Luka       | Mara       | João Paulo |
| Aves             | Ana Paula                             | Mara                                         | Carla                                | Quelynah                    | Douglas              | João Paulo | Mara       | João Paulo | Luka       | João Paulo | Luka       |
| Lixo             | Veridiana                             | Carla                                        | Quelynah                             | Rayanne                     | Ovelha               | Carla      | Carla      | Quelynah   | Douglas    | Marcelo    | Douglas    |
| Lixo             | Veridiana                             | Carla                                        | Quelynah                             | Rayanne                     | Mara                 | Carla      | Carla      | Mara       | Douglas    | Marcelo    | Douglas    |
| Sem obrigações   | Amaral Li Mara Quelynah Rebeca Thiago | Amaral Douglas João Paulo Li Ovelha Quelynah | Ana Paula Douglas Luka Ovelha Thiago | Ana Paula Douglas Li Rebeca | Mara Quelynah Rebeca | Quelynah   | Ninguém    | Ninguém    | Ninguém    | Ninguém    | Ninguém    |

### Punições
Quando há o descumprimento de alguma regra, demora ou erro no cuidado dos animais, os peões recebem alguma punição que prejudique o lazer na sede.
| Data  | Peão            | Motivo                                                                                 | Duração                  | Punição                                                                 | Fazendeiro da Semana |
| ----- | --------------- | -------------------------------------------------------------------------------------- | ------------------------ | ----------------------------------------------------------------------- | -------------------- |
| 24/09 | Marcelo         | Entrou na piscina com o microfone                                                      | 3 horas                  | Sem água encanada                                                       | Marcelo              |
| 29/09 | Carla           | Trocou de roupa no reservado                                                           | 6 horas                  | Sem gás                                                                 | Marcelo              |
| 29/09 | Veridiana       | Não utilizou o microfone para se comunicar                                             | 6 horas                  | Sem água encanada                                                       | Marcelo              |
| 30/09 | Douglas         | Não atendeu aos sinais sonoros para obrigações da vaca                                 | 24 horas                 | Sem acesso a academia                                                   | Marcelo              |
| 01/10 | Rebeca          | Não lavou o bebedouro das cabras                                                       | 8 horas                  | Sem gás                                                                 | Ana Paula            |
| 01/10 | Veridiana (2)   | Trocou de roupa no reservado                                                           | Indeterminado            | Sem macarrão até a reposição                                            | Ana Paula            |
| 07/10 | Thiago          | Trocou de roupa no reservado                                                           | 24 horas                 | Sem água quente                                                         | Ana Paula            |
| 07/10 | Thiago (2)      | Mascou fumo dentro da sede                                                             | 24 horas                 | Sem água quente                                                         | Ana Paula            |
| 07/10 | Luka            | Não pôs feno para os cavalos                                                           | +24 horas                | Sem água quente somando a punição de Thiago, 48 horas                   | Ana Paula            |
| 10/10 | Quelynah        | Não cumpriu as regras de horário da Fazenda Saiu do perímetro em horário não permitido | 24 horas                 | Sem gás                                                                 | Marcelo              |
| 11/10 | Thiago (3)      | Foi ao reservado em posse de um tênis                                                  | 24 horas                 | Sem acesso ao reservado                                                 | Marcelo              |
| 12/10 | Rebeca (2)      | Tentativa de dano a um equipamento de vídeo (câmera)                                   | 36 horas                 | Sem academia                                                            | Marcelo              |
| 13/10 | Veridiana (3)   | Uso indevido do microfone                                                              | 12 horas                 | Sem água encanada                                                       | Marcelo              |
| 13/10 | Mara            | Não atendeu aos sinais sonoros para obrigações da horta e plantas                      | Indeterminado            | Sem tapioca até a reposição semanal                                     | Marcelo              |
| 14/10 | Mara (2)        | Uso do reservado com peça/vestimenta proibida                                          | 1 noite                  | Dormir fora da sede, levando apenas cobertores, travesseiros e edredons | Marcelo              |
| 14/10 | Mara (3)        | Uso indevido do microfone                                                              | 24 horas                 | Sem água encanada                                                       | Marcelo              |
| 15/10 | Mara (4)        | Urinou no gramado                                                                      |                          |                                                                         | Mara                 |
| 16/10 | Mara (5)        | Dano a um equipamento de áudio (microfone)                                             | 24 horas                 | Sem água e sem gás                                                      | Mara                 |
| 18/10 | Mara (6)        | Não atendeu aos sinais sonoros para obrigações da horta e plantas                      | 24 horas                 | Sem água quente                                                         | Mara                 |
| 20/10 | Rebeca (3)      | Não atendeu aos sinais sonoros para obrigações da horta e plantas                      | 24 horas                 | Sem piscina                                                             | Mara                 |
| 21/10 | Quelynah (2)    | Deixou o laguinho das aves transbordar                                                 | 1 dia                    | Sem carne vermelha                                                      | Mara                 |
| 27/10 | Carla (2)       | Não atendeu aos sinais sonoros para obrigações dos porcos                              | 24 horas                 | Sem água quente                                                         | João Paulo           |
| 27/10 | Luka (2)        | Entrou com objeto proibido no reservado                                                | 24 horas                 | Sem acesso ao reservado                                                 | João Paulo           |
| 28/10 | Rayanne         | Utilizou o reservado durante a interdição                                              | 24 horas                 | Sem água                                                                | João Paulo           |
| 31/10 | Douglas (2)     | Uso indevido do microfone                                                              | 24 horas                 | Sem água                                                                | Douglas              |
| 01/11 | Ana Paula       | Realizou a tarefa de outro peão (Li e Mara)                                            | 1 semana                 | Sem leite condensado                                                    | Douglas              |
| 01/11 | Ana Paula       | Realizou a tarefa de outro peão (Li e Mara)                                            | 24 horas                 | Sem água                                                                | Douglas              |
| 03/11 | Mara (7)        | Não utilizou o microfone para se comunicar                                             | 24 horas                 | Sem água                                                                | Douglas              |
| 07/11 | Ana Paula (2)   | Entrou com objeto proibido no reservado                                                | Indeterminado            | Sem uso de roupões até a próxima troca de roupa                         | João Paulo           |
| 14/11 | Douglas (3/4/5) | Comunicação sem uso do microfone, dano ao microfone e recusa ao atender à locução      | 48 horas / Indeterminado | Sem água, gás e tapioca                                                 | Douglas              |
| 14/11 | Douglas (3/4/5) | Danificou itens de decoração                                                           | 48 horas / Indeterminado | Sem água, gás e tapioca                                                 | Douglas              |
| 14/11 | Douglas (3/4/5) | Citou a produção do programa repetidamente                                             | 48 horas / Indeterminado | Sem água, gás e tapioca                                                 | Douglas              |
| 20/11 | Douglas (6)     | Não utilizou o microfone para se comunicar                                             | 24 horas                 | Sem água                                                                | Rayanne              |
| 03/12 | Ana Paula (3)   | Realizou a tarefa de outro peão (Luka)                                                 | 24 horas                 | Sem gás                                                                 | (nenhum)             |

### Votação
|                       |                       | Sem. 1                       | Sem. 2                     | Sem. 3                          | Sem. 4                       | Sem. 5                       | Sem. 6                        | Sem. 7                         | Sem. 8                      | Sem. 9                        | Sem. 10                       | Sem. 10                              | Sem. 11                         | Sem. 11                      | Votos recebidos |
| Dia 69                | Dia 72                | Sem. 1                       | Sem. 2                     | Sem. 3                          | Sem. 4                       | Sem. 5                       | Sem. 6                        | Sem. 7                         | Sem. 8                      | Sem. 9                        | Dia 75                        | Final                                |                                 |                              | Votos recebidos |
| --------------------- | --------------------- | ---------------------------- | -------------------------- | ------------------------------- | ---------------------------- | ---------------------------- | ----------------------------- | ------------------------------ | --------------------------- | ----------------------------- | ----------------------------- | ------------------------------------ | ------------------------------- | ---------------------------- | --------------- |
| Fazendeiro da Semana  | Fazendeiro da Semana  | Marcelo                      | Ana Paula                  | Marcelo                         | Mara                         | João Paulo                   | Douglas                       | João Paulo                     | Douglas                     | Rayanne                       | Ana Paula                     | (nenhum)                             | (nenhum)                        | (nenhum)                     |                 |
| Poder da Chave        | Poder da Chave        | Douglas                      | João Paulo                 | Carla                           | João Paulo                   | Marcelo                      | Rayanne                       | Ana Paula                      | João Paulo                  | Luka                          | Rayanne                       | (nenhum)                             | (nenhum)                        | (nenhum)                     |                 |
| Excluídos (Baia)      | Excluídos (Baia)      | Amaral Luka Rebeca           | Douglas Edu Luka Rebeca    | Ana Paula Quelynah Thiago       | Carla Douglas Rayanne        | Mara Quelynah Thiago         | João Paulo Li Mara            | Marcelo Quelynah Rayanne       | Ana Paula Carla Luka        | João Paulo Marcelo            | Douglas Marcelo               | (nenhum)                             | (nenhum)                        | (nenhum)                     |                 |
| Indicado (Fazendeiro) | Indicado (Fazendeiro) | Ana Paula                    | Marcelo                    | Luka                            | João Paulo                   | Douglas                      | João Paulo                    | Douglas                        | Mara                        | Ana Paula                     | Marcelo                       | (nenhum)                             | (nenhum)                        | (nenhum)                     |                 |
| Indicado (Peões)      | Indicado (Peões)      | Thiago                       | Mara                       | Veridiana                       | Ovelha                       | Rebeca                       | Marcelo                       | Carla                          | Rayanne                     | Mara                          | Rayanne                       | (nenhum)                             | (nenhum)                        | (nenhum)                     |                 |
| Indicado (Baia)       | Indicado (Baia)       | Amaral                       | Edu                        | Thiago                          | Carla                        | Carla                        | Li                            | Quelynah                       | Luka                        | Marcelo                       | (nenhum)                      | (nenhum)                             | (nenhum)                        | (nenhum)                     |                 |
| Indicado (Baia)       | Indicado (Baia)       | Amaral                       | Edu                        | Mara                            | Carla                        | Carla                        | Li                            | Quelynah                       | Carla                       | Marcelo                       | (nenhum)                      | (nenhum)                             | (nenhum)                        | (nenhum)                     |                 |
| Indicado (Desafio)    | Indicado (Desafio)    | (nenhum)                     | (nenhum)                   | (nenhum)                        | (nenhum)                     | (nenhum)                     | (nenhum)                      | (nenhum)                       | (nenhum)                    | (nenhum)                      | (nenhum)                      | Douglas João Paulo                   | Ana Paula Rayanne               | (nenhum)                     |                 |
|                       |                       |                              |                            |                                 |                              |                              |                               |                                |                             |                               |                               |                                      |                                 |                              |                 |
|                       | Douglas               | Mara                         | Mara                       | Veridiana                       | Quelynah                     | Rebeca                       | Fazendeiro                    | Mara                           | Fazendeiro                  | Mara                          | João Paulo                    | Roça                                 | Salvo                           | Vencedor (Dia 77)            | 5               |
|                       | Ana Paula             | Li                           | Fazendeira                 | Veridiana                       | Ovelha                       | Rebeca                       | Marcelo                       | Vetada                         | Rayanne                     | Douglas                       | Fazendeira                    | Salva                                | Roça                            | 2º lugar (Dia 77)            | 3               |
|                       | Luka                  | Quelynah (x2)                | João Paulo                 | Veridiana                       | Marcelo                      | Rebeca                       | Marcelo                       | Carla                          | Rayanne                     | Douglas                       | Rayanne                       | Imune                                | Imune                           | 3º lugar (Dia 77)            | 1               |
|                       | Rayanne               | Quelynah                     | João Paulo                 | Veridiana                       | Quelynah                     | Rebeca                       | Marcelo (x2)                  | Mara                           | João Paulo                  | Mara                          | João Paulo                    | Salva                                | Roça                            | Eliminada (Dia 75)           | 14              |
|                       | João Paulo            | Thiago                       | Mara                       | Mara                            | Ovelha                       | Fazendeiro                   | Rayanne                       | Fazendeiro                     | Rayanne                     | Mara                          | Rayanne                       | Roça                                 | Eliminado (Dia 72)              | Eliminado (Dia 72)           | 7               |
|                       | Marcelo               | Fazendeiro                   | Vetado                     | Fazendeiro                      | Ovelha                       | Rebeca                       | Rayanne                       | Carla                          | Rayanne (x2)                | Mara                          | Rayanne                       | Eliminado (Dia 70)                   | Eliminado (Dia 70)              | Eliminado (Dia 70)           | 8               |
|                       | Mara                  | Thiago                       | Veridiana                  | Veridiana                       | Fazendeira                   | Carla                        | Marcelo                       | Carla                          | Rayanne                     | Douglas                       | Eliminada (Dia 65)            | Eliminada (Dia 65)                   | Eliminada (Dia 65)              | Eliminada (Dia 65)           | 25              |
|                       | Carla                 | Thiago                       | Mara                       | Mara                            | Ovelha                       | Rebeca                       | Marcelo                       | Mara                           | Marcelo                     | Eliminada (Dia 58)            | Eliminada (Dia 58)            | Eliminada (Dia 58)                   | Eliminada (Dia 58)              | Eliminada (Dia 58)           | 6               |
|                       | Quelynah              | Thiago                       | Mara                       | Mara                            | Ana Paula                    | Rebeca                       | Rayanne                       | Carla                          | Eliminada (Dia 51)          | Eliminada (Dia 51)            | Eliminada (Dia 51)            | Eliminada (Dia 51)                   | Eliminada (Dia 51)              | Eliminada (Dia 51)           | 4               |
|                       | Li                    | Thiago                       | Mara                       | Mara                            | Ovelha                       | Rebeca                       | Rayanne                       | Eliminada (Dia 44)             | Eliminada (Dia 44)          | Eliminada (Dia 44)            | Eliminada (Dia 44)            | Eliminada (Dia 44)                   | Eliminada (Dia 44)              | Eliminada (Dia 44)           | 1               |
|                       | Rebeca                | Thiago                       | Mara                       | Mara                            | Ovelha                       | Rayanne                      | Eliminada (Dia 37)            | Eliminada (Dia 37)             | Eliminada (Dia 37)          | Eliminada (Dia 37)            | Eliminada (Dia 37)            | Eliminada (Dia 37)                   | Eliminada (Dia 37)              | Eliminada (Dia 37)           | 8               |
|                       | Thiago                | Mara                         | Veridiana                  | Veridiana                       | Ovelha                       | Desistente (Dia 32)          | Desistente (Dia 32)           | Desistente (Dia 32)            | Desistente (Dia 32)         | Desistente (Dia 32)           | Desistente (Dia 32)           | Desistente (Dia 32)                  | Desistente (Dia 32)             | Desistente (Dia 32)          | 9               |
|                       | Ovelha                | Quelynah                     | Carla                      | Veridiana                       | Rebeca                       | Eliminado (Dia 30)           | Eliminado (Dia 30)            | Eliminado (Dia 30)             | Eliminado (Dia 30)          | Eliminado (Dia 30)            | Eliminado (Dia 30)            | Eliminado (Dia 30)                   | Eliminado (Dia 30)              | Eliminado (Dia 30)           | 6               |
|                       | Veridiana             | Mara                         | Mara                       | Mara                            | Eliminada (Dia 23)           | Eliminada (Dia 23)           | Eliminada (Dia 23)            | Eliminada (Dia 23)             | Eliminada (Dia 23)          | Eliminada (Dia 23)            | Eliminada (Dia 23)            | Eliminada (Dia 23)                   | Eliminada (Dia 23)              | Eliminada (Dia 23)           | 9               |
|                       | Edu                   | Thiago                       | Mara                       | Eliminado (Dia 16)              | Eliminado (Dia 16)           | Eliminado (Dia 16)           | Eliminado (Dia 16)            | Eliminado (Dia 16)             | Eliminado (Dia 16)          | Eliminado (Dia 16)            | Eliminado (Dia 16)            | Eliminado (Dia 16)                   | Eliminado (Dia 16)              | Eliminado (Dia 16)           | 0               |
|                       | Amaral                | Thiago                       | Eliminado (Dia 9)          | Eliminado (Dia 9)               | Eliminado (Dia 9)            | Eliminado (Dia 9)            | Eliminado (Dia 9)             | Eliminado (Dia 9)              | Eliminado (Dia 9)           | Eliminado (Dia 9)             | Eliminado (Dia 9)             | Eliminado (Dia 9)                    | Eliminado (Dia 9)               | Eliminado (Dia 9)            | 0               |
|                       |                       |                              |                            |                                 |                              |                              |                               |                                |                             |                               |                               |                                      |                                 |                              |                 |
| Notas                 | Notas                 | [ nota 4 ]                   | [ nota 5 ]                 | [ nota 6 ]                      | [ nota 7 ]                   | [ nota 8 ]                   | [ nota 9 ]                    | [ nota 10 ]                    | (nenhuma)                   | (nenhuma)                     | (nenhuma)                     | [ nota 11 ]                          | [ nota 11 ]                     | [ nota 12 ]                  |                 |
| Pré-Roça              | Pré-Roça              | Amaral Ana Paula Thiago      | Edu Mara Marcelo           | Luka Mara Veridiana             | Carla João Paulo Ovelha      | Carla Douglas Rebeca         | João Paulo Li Marcelo         | Carla Douglas Quelynah         | Carla Mara Rayanne          | Ana Paula Mara Marcelo        | (nenhum)                      | Ana Paula Douglas João Paulo Rayanne | Ana Paula Douglas Rayanne       | (nenhum)                     |                 |
| Salvo                 | Salvo                 | Ana Paula                    | Marcelo                    | Mara                            | João Paulo                   | Douglas                      | João Paulo                    | Douglas                        | Rayanne                     | Ana Paula                     | (nenhum)                      | Ana Paula Rayanne                    | Douglas                         | (nenhum)                     |                 |
| Desistente            | Desistente            | (nenhum)                     | (nenhum)                   | (nenhum)                        | (nenhum)                     | Thiago                       | (nenhum)                      | (nenhum)                       | (nenhum)                    | (nenhum)                      | (nenhum)                      | (nenhum)                             | (nenhum)                        | (nenhum)                     |                 |
| Roça                  | Roça                  | Amaral Thiago                | Edu Mara                   | Luka Veridiana                  | Carla Ovelha                 | Carla Rebeca                 | Li Marcelo                    | Carla Quelynah                 | Carla Mara                  | Mara Marcelo                  | Marcelo Rayanne               | Douglas João Paulo                   | Ana Paula Rayanne               | Ana Paula Douglas Luka       |                 |
| Eliminado             | Eliminado             | Amaral 23,75% para continuar | Edu 42,20% para continuar  | Veridiana 41,58% para continuar | Ovelha 47,85% para continuar | Rebeca 23,97% para continuar | Li 41,22% para continuar      | Quelynah 47,11% para continuar | Carla 48,33% para continuar | Mara 42,54% para continuar    | Marcelo 44,31% para continuar | João Paulo 25,89% para continuar     | Rayanne 47,29% para continuar   | Luka 0,52% para vencer       |                 |
| Eliminado             | Eliminado             | Amaral 23,75% para continuar | Edu 42,20% para continuar  | Veridiana 41,58% para continuar | Ovelha 47,85% para continuar | Rebeca 23,97% para continuar | Li 41,22% para continuar      | Quelynah 47,11% para continuar | Carla 48,33% para continuar | Mara 42,54% para continuar    | Marcelo 44,31% para continuar | João Paulo 25,89% para continuar     | Rayanne 47,29% para continuar   | Ana Paula 46,58% para vencer |                 |
| Outras %              | Outras %              | Thiago 76,25% para continuar | Mara 57,80% para continuar | Luka 58,42% para continuar      | Carla 52,15% para continuar  | Carla 76,03% para continuar  | Marcelo 58,78% para continuar | Carla 52,89% para continuar    | Mara 51,67% para continuar  | Marcelo 57,46% para continuar | Rayanne 55,69% para continuar | Douglas 74,11% para continuar        | Ana Paula 52,71% para continuar | Douglas 52,90% para vencer   |                 |

#### Legendas
|  | Equipe Machado |  | Equipe Serrote |  | Imune |  | Vetado(a) |

## Classificação geral
| Pos. | Participante       | Meio de indicação           | % para continuar | Eliminado em |
| ---- | ------------------ | --------------------------- | ---------------- | ------------ |
| 1    | Douglas Sampaio    | Finalista                   | 52,90%           | —            |
| 2    | Ana Paula Minerato | Finalista                   | 46,58%           | —            |
| 3    | Luka Ribeiro       | Finalista                   | 0,52%            | —            |
| 4    | Rayanne Morais     | Prova do Finalista          | 47,29%           | Semana 11    |
| 5    | JP Mantovani       | Prova de Imunidade          | 25,89%           | Semana 10    |
| 6    | Marcelo Bimbi      | Fazendeira (Ana Paula)      | 44,31%           | Semana 10    |
| 7    | Mara Maravilha     | Peões (3 votos)             | 42,54%           | Semana 9     |
| 8    | Carla Prata        | Poder da Chave (João Paulo) | 48,33%           | Semana 8     |
| 9    | Quelynah           | Poder da Chave (Ana Paula)  | 47,11%           | Semana 7     |
| 10   | Li Martins         | Baia (Marcelo)              | 41,22%           | Semana 6     |
| 11   | Rebeca Gusmão      | Peões (8 votos)             | 23,97%           | Semana 5     |
| 12   | Thiago Servo       | Desistente                  | Desistente       | Semana 5     |
| 13   | Ovelha             | Peões (6 votos)             | 47,85%           | Semana 4     |
| 14   | Veridiana Freitas  | Peões (7 votos)             | 41,58%           | Semana 3     |
| 15   | Edu K              | Baia (Mara)                 | 42,20%           | Semana 2     |
| 16   | Amaral             | Baia (Thiago)               | 23,75%           | Semana 1     |

## Audiência
Os dados são providos pelo Kantar IBOPE Media e se referem ao público da Grande São Paulo.
| Data de transmissão | SEG             | TER             | QUA             | QUI             | SEX             | SÁB             | DOM             | Média semanal |
| ------------------- | --------------- | --------------- | --------------- | --------------- | --------------- | --------------- | --------------- | ------------- |
| 23/09 a 27/09/2015  | —               | —               | 13,4            | 9,7             | 8,4             | 9,9             | 7,1             | 9,7           |
| 28/09 a 04/10/2015  | 6,0             | 9,8             | 10,0            | 9,1             | 10,2            | 10,2            | 7,7             | 9,0           |
| 05/10 a 11/10/2015  | 6,1             | 9,4             | 8,0             | 8,7             | 8,5             | 7,6             | 6,8             | 7,9           |
| 12/10 a 18/10/2015  | 5,0             | 9,2             | 11,2            | 9,7             | 9,7             | 11,7            | 8,2             | 9,2           |
| 19/10 a 25/10/2015  | 7,0             | 10,8            | 9,0             | 10,2            | 9,9             | 12,8            | 10,1            | 10,0          |
| 26/10 a 01/11/2015  | 7,6             | 12,0            | 11,0            | 9,9             | 9,8             | 10,2            | 10,0            | 10,1          |
| 02/11 a 08/11/2015  | 7,5             | 12,9            | 9,6             | 11,5            | 10,3            | 10,7            | 8,9             | 10,2          |
| 09/11 a 15/11/2015  | 6,6             | 11,7            | 10,6            | 11,3            | 8,3             | 9,1             | 8,8             | 9,5           |
| 16/11 a 22/11/2015  | 8,3             | 9,7             | 10,9            | 10,9            | 10,9            | 9,9             | 8,4             | 9,9           |
| 23/11 a 29/11/2015  | 7,4             | 11,6            | 10,6            | 10,8            | 9,2             | 8,3             | 7,9             | 9,4           |
| 30/11 a 06/12/2015  | 6,0             | 9,1             | 7,7             | 9,1             | 8,3             | 10,2            | 7,3             | 8,2           |
| 07/12 a 08/12/2015  | 6,2             | 12,4            | —               | —               | —               | —               | —               | 9,3           |
| 23/09 a 08/12/2015  | Média da edição | Média da edição | Média da edição | Média da edição | Média da edição | Média da edição | Média da edição | 9,5           |

- Em 2015, cada ponto representa 67 mil domicílios na Grande São Paulo.